# U Brněnky
U Brněnky je přírodní rezervace v katastrálním území obce Kanice v okrese Brno-venkov. Byla zřízena Výnosem ministerstva kultury ČSR čj. 18 462/73 ze dne 29. prosince 1973 a její celková výměra činí 15,06 hektarů. Nachází se v Chráněné krajinné oblasti Moravský kras.
Předmětem ochrany jsou jednak přirozené a přírodě blízké lesní porosty na vápencovém podloží s některými chráněnými druhy rostlin např. lilie zlatohlavá (Lilium martagon), okrotice červená (Cephalanthera rubra), medovník meduňkolistý (Melittis melissophyllum), vemeník dvoulistý (Platanthera bifolia), jednak širokolisté suché trávníky v prostoru starého vápencového lomu s výskytem teplomilné flóry. Místy se vyskytují též drobné povrchové krasové jevy (skalní výchozy, škrapová pole).
Území rezervace je součástí biokoridoru propojujícího regionální biocentra Hády, Zadní Hády a Hornek. Jeho východní částí prochází též frekventovaná turistická trasa a cyklostezka Velká Klajdovka–Ochoz..

## Popis

### Lesní porosty
Lesy na území rezervace tvoří přechodové panonské, hercynské a karpatské dubohabřiny s dobře vyvinutým bylinným podrostem, který je však pro vysoký zápoj korun chudší než v sousední NPR Hádecká planinka. Na skalnatých stanovištích se nacházejí suťové lesy. Větší část porostů je ponechána samovolnému vývoji.

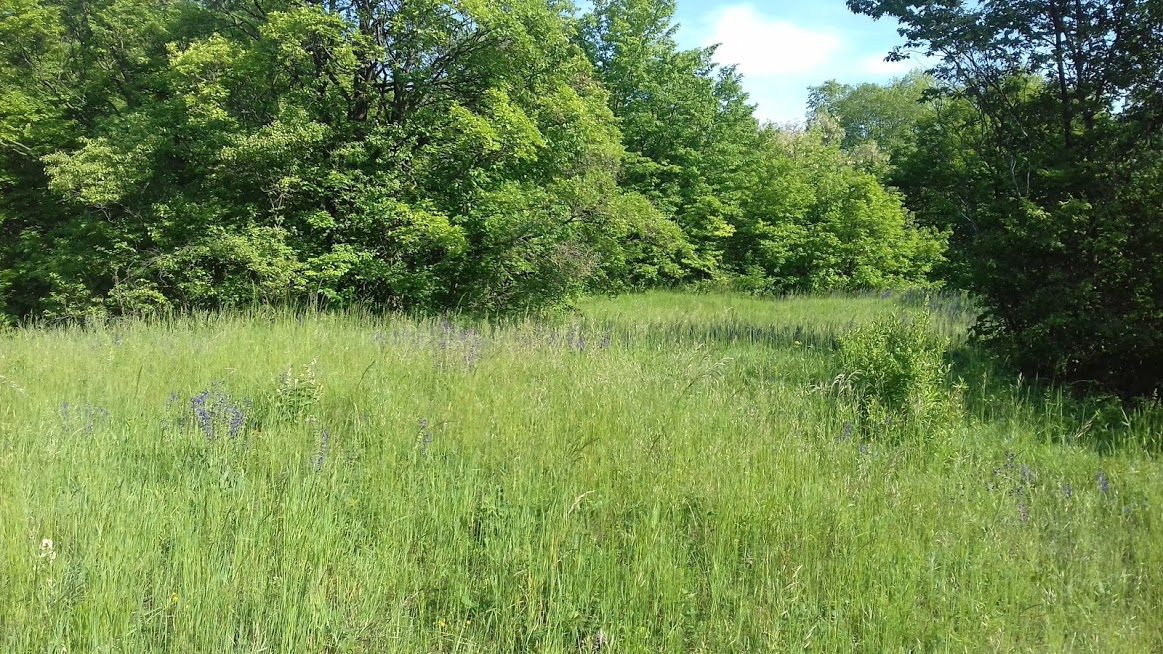
Plocha bezlesí se společenstvy travin a křovin

### Plochy bezlesí
Na jihovýchodě rezervace v prostoru bývalých drobných lomů je udržováno rozvolněné bezlesí, porostlé mozaikou širokolistých suchých trávníků (svaz Bromion erecti) a křovin s některými chráněnými xerotermními druhy rostlin, jako je bělozářka větvitá (Anthericum ramosum) nebo dub cer (Quercus cerris).